# Miktoniscus chavesi
Miktoniscus chavesi là một loài chân đều trong họ Trichoniscidae. Loài này được Dollfus miêu tả khoa học năm 1889.